# Questopogon
Questopogon is een vliegengeslacht uit de familie van de roofvliegen (Asilidae).

## Soorten
- Q. affinis Daniels, 1976
- Q. clarkii Dakin & Fordham, 1922
- Q. guttatus Daniels, 1976
- Q. lineatus Daniels, 1976